# Arent Persson (Örnflycht)
Arent Persson (Örnflycht) till Granhammar och Ornäs, död senast 1548, var en av de personer som förekommer i Gustav Vasas öden och äventyr i Dalarna. Han var gift med Barbro Stigsdotter. Det påstås att Arent Persson skulle försökt övertala Måns Nilsson (Svinhufvud) att hjälpa honom förråda Gustav Eriksson (Vasa) som vilade ut hemma hos Arent, på flykt undan Kristian II.

## Biografi
Arents föräldrar var Peder Eriksson till Granhammar, enligt gängse källtolkningar riksråd och väpnare, död omkring 1510, och Karin Arentsdotter. Han var först gift med ovannämnda Barbro Stigsdotter och sedan med Sigrid Klasdotter (Kyle)  (död 1571).
Genom sitt gifte med den förmögne bergsfogden Stig Hanssons dotter Barbro hade Arent erhållit Ornäs. Arents svåger var Kristian II:s fogde i Dalarna, och hans svärfar Stig Hansson verkar ha varit en av Gustav Eriksson (Vasa) ivrigaste motståndare. Ornäsepisoden har sedermera av folktraditionen, som i detta fall kan spåras till 1600-talets mitt men i sin nu kända form är ännu yngre, utsmyckats med flera delvis otillförlitliga detaljer, som på ett okritiskt sätt utnyttjats av författare på 1700-talet. Arents hållning under befrielsekriget är okänd. Han deltog i Västerås och Strängnäs riksdagar och bidrog 1529 till att förebygga oroligheter i Dalarna, fick samma år Kungsbyn i Irsta socken i förläning och är troligen identisk med den Arend Persson väpnare, som år 1536 tillhörde domstolen uti myntmästaren Anders Hanssons sammansvärjning. På äldre dagar var han bosatt på fädernegården Granhammar, i Västra Ryds socken i Bro härad, där han 1534 erhöll häradshövdingedömet. År 1548 omtalas han som död.
Nutida forskningsresultat tyder på att Arent inte alls förrådde Gustav Eriksson (Vasa). När Gustav blivit kung belönades Arent medan hans far (eller snarare svärfadern Stig Hansson?) dömdes till döden, "för det uppenbara förräderiet mot vårt fosterland".
Det finns en polsk skrift, tryckt 1570, vilken återger en tradition som existerat i hertig Johans omgivning. Enligt traditionen skulle det varit Stig Hansson, Barbros far, som försökt förråda Gustav Vasa, vilken räddades av husets dotter (Barbro). Förloppet och Barbros roll i det som skedde var alltså i huvudsak detsamma, medan rollen som Gustavs svekfulle värd var Stig Hansson, inte Arent Persson. Åtskilliga sannolikhetsskäl talar för att den polska källan är mer trovärdig än Peder Svarts krönika i detta fall.

## Barn[3]
1. Margareta Arentsdotter, gift med väpnaren och häradshövdingen Carl Bengtsson (Månesköld af Seglinge)
2. Brita Arentsdotter, gift med Per Eriksson (Schack), till Hamra i Fröslunda och med fogden Peder Larsson, till Hamra.
3. Barbro Arentsdotter, gift med Carl Nilsson (Schack av Hornby)
4. Bengt Arentsson
5. Carin Arentsdotter. Gift med fogden Jöns Ingemarsson, en av stamfäderna för adliga ätten Hiort af Ornäs.
6. Ingeborg Arentsdotter. Gift med väpnaren Göran Bonde
7. Agneta Arentsdotter. Hovmästarinna hos hertiginnan Maria Pfalz av Södermanland 1583. Gift 1 med fogden på Kalmar slott Joen Karlsson till Åstada och Ettak, gift 2) med ståthållaren Esbjörn Pedersson (Lilliehöök af Fårdala), död 1580.